# 関前
関前（せきまえ）は、東京都武蔵野市の地名。現行行政地名は関前一丁目から関前五丁目。郵便番号は180-0014（武蔵野郵便局管区）。面積は1.10km2。

## 地理
武蔵野市の北西部に位置する地域である。

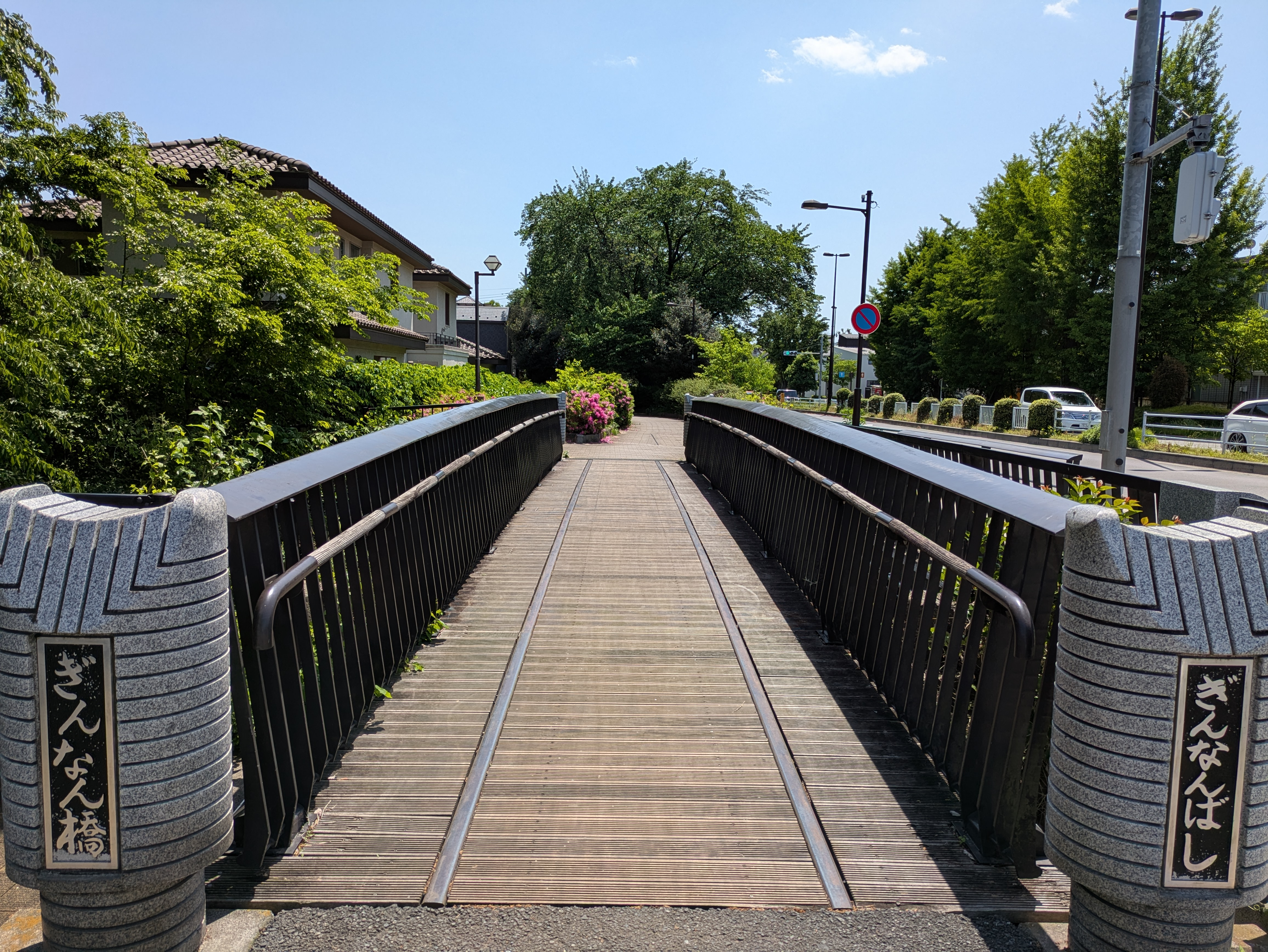
玉川上水に架かる「ぎんなん橋」。武蔵野競技場線の廃線跡を偲ばせる線路の装飾がしてある。

東から時計回りに、武蔵野市八幡町、武蔵野市緑町、武蔵野市西久保、三鷹市上連雀、武蔵野市境、武蔵野市桜堤、西東京市新町、西東京市柳沢に隣接する。

### 河川
- 千川上水 --- 町域北側境界に流路を形成
- 玉川上水 --- 町域南側境界に流路を形成

### 地価
住宅地の地価は、2014年（平成26年）1月1日の公示地価によれば、関前5-14-5の地点で35万3000円/m2となっている。

## 歴史
- 1962年（昭和37年）4月1日 - 武蔵野市内の町名整理が行われ、大字関前が関前・八幡町に分割される[6]。
- 1966年（昭和41年）9月1日 - 住居表示実施[6]。

### 地名の由来
江戸時代にこの地域は多摩郡と豊島郡の入会地であり、関村(現東京都練馬区)の分村として発足した地域のためこの名が付いたと言われている。

## 世帯数と人口
2018年（平成30年）1月1日現在の世帯数と人口は以下の通りである。
| 丁目       | 世帯数    | 人口    |
| ---------- | --------- | ------- |
| 関前一丁目 | 243世帯   | 487人   |
| 関前二丁目 | 1,161世帯 | 2,433人 |
| 関前三丁目 | 1,432世帯 | 3,143人 |
| 関前四丁目 | 756世帯   | 1,507人 |
| 関前五丁目 | 870世帯   | 1,716人 |
| 計         | 4,462世帯 | 9,286人 |

## 小・中学校の学区
市立小・中学校に通う場合、学区は以下の通りとなる
| 丁目       | 街区        | 小学校                 | 中学校               |
| ---------- | ----------- | ---------------------- | -------------------- |
| 関前一丁目 | 全域        | 武蔵野市立関前南小学校 | 武蔵野市立第五中学校 |
| 関前二丁目 | 全域        | 武蔵野市立関前南小学校 | 武蔵野市立第五中学校 |
| 関前三丁目 | 1番 6〜41番 | 武蔵野市立関前南小学校 | 武蔵野市立第五中学校 |
| 関前三丁目 | その他      | 武蔵野市立第五小学校   | 武蔵野市立第五中学校 |
| 関前四丁目 | 全域        | 武蔵野市立関前南小学校 | 武蔵野市立第五中学校 |
| 関前五丁目 | 全域        | 武蔵野市立第二小学校   | 武蔵野市立第六中学校 |

## 交通

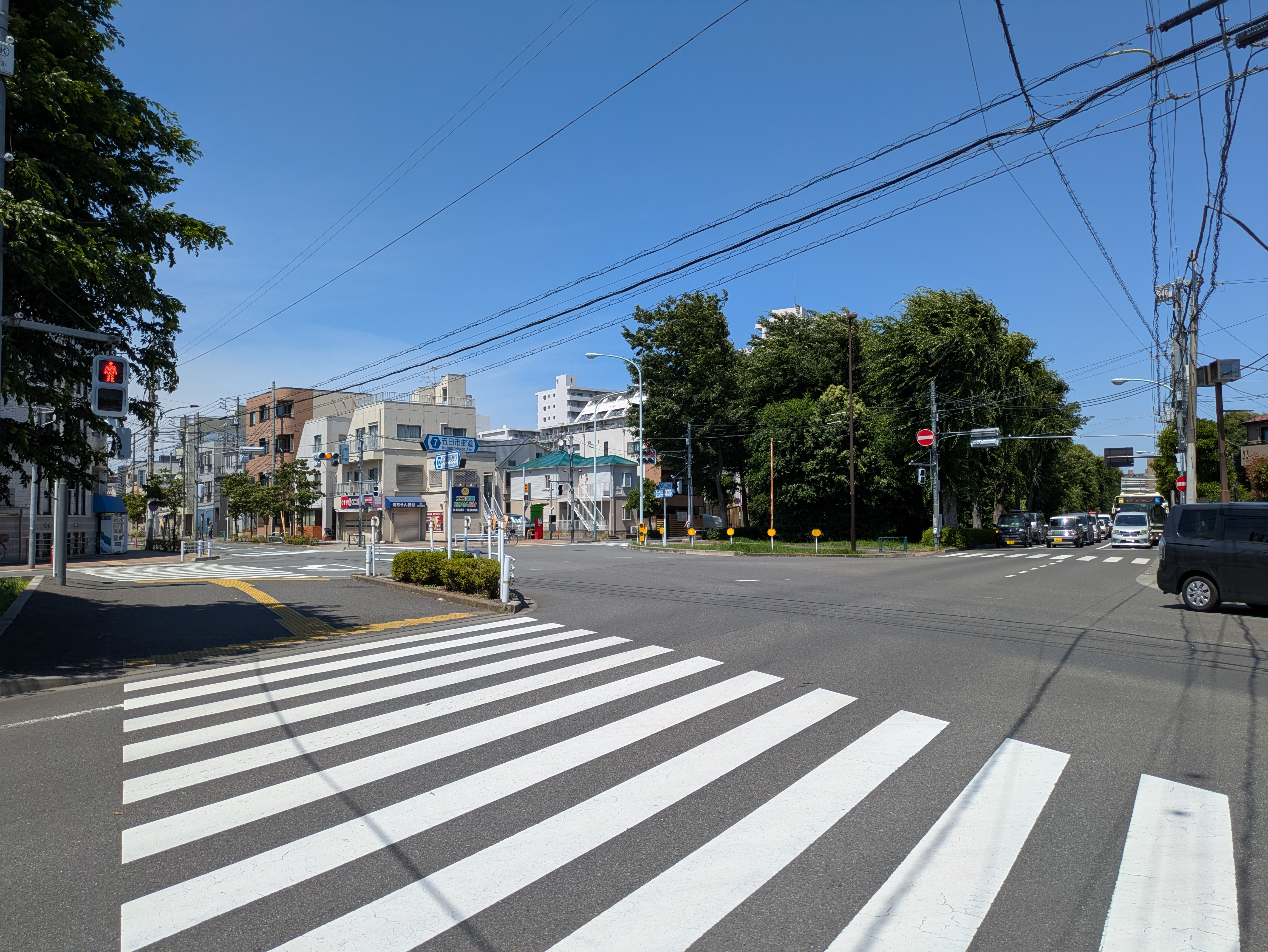
武蔵境通りと五日市街道が交差する柳橋交差点（武蔵野市関前、西東京市新町）（2025年6月）

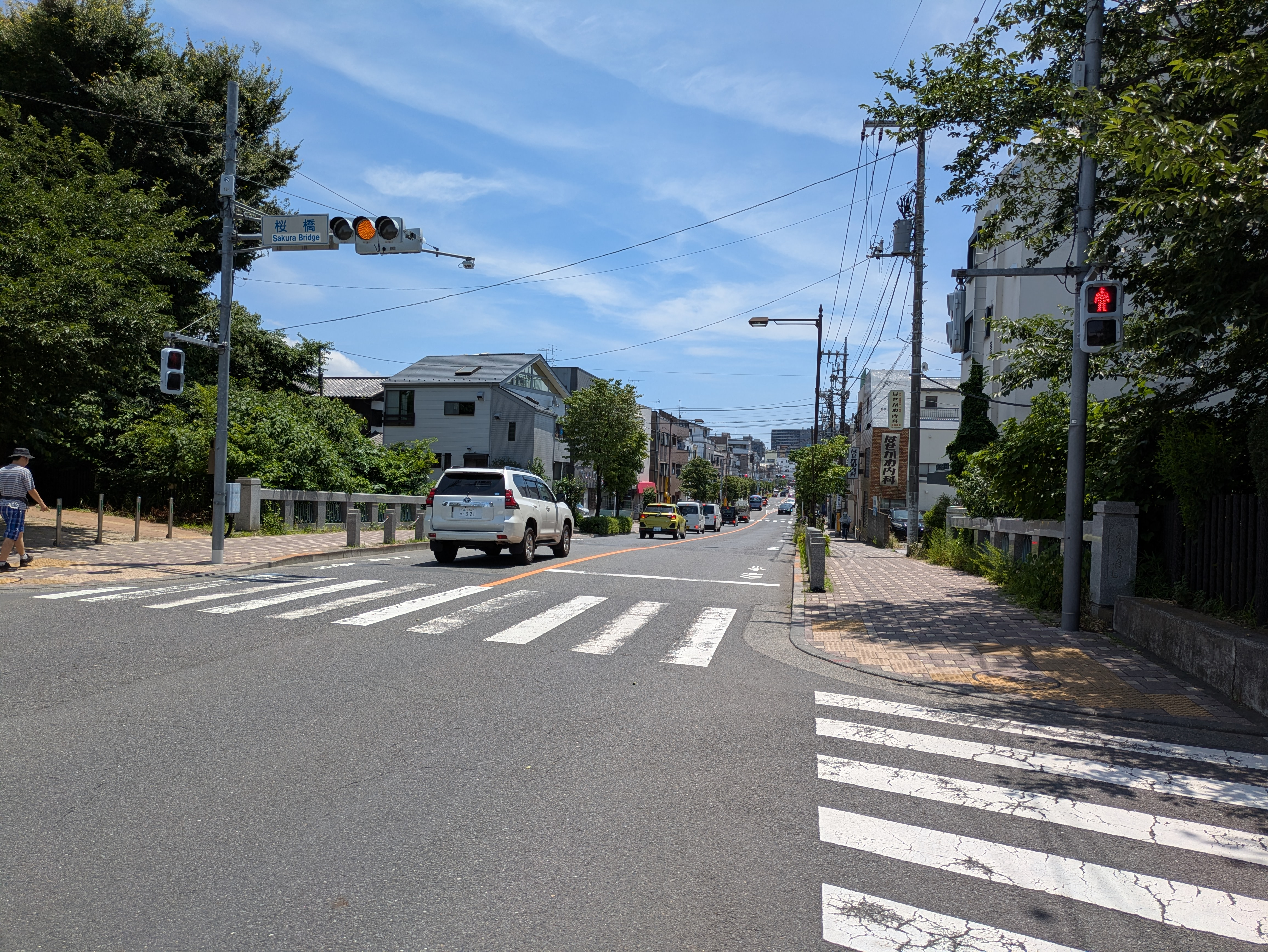
武蔵境通り、桜橋信号

### 鉄道
| 隣接する街区の駅                                | バス移動により利用可能な駅                                                           |
| ----------------------------------------------- | ------------------------------------------------------------------------------------ |
| JR中央線 西武多摩川線 - 武蔵境駅(JC 13) (SW 01) | 西武池袋線 - ひばりヶ丘駅(SI 13) 西武新宿線 - 田無駅(SS 17) JR中央線 - 三鷹駅(JC 12) |

### バス
- 西武バス滝山営業所
- 関東バス武蔵野営業所

…が、近隣の路線バスを運行している。

### 道路
- 東京都道7号杉並あきる野線（五日市街道、井ノ頭通り）
- 東京都道12号調布田無線（武蔵境通り）

## 施設

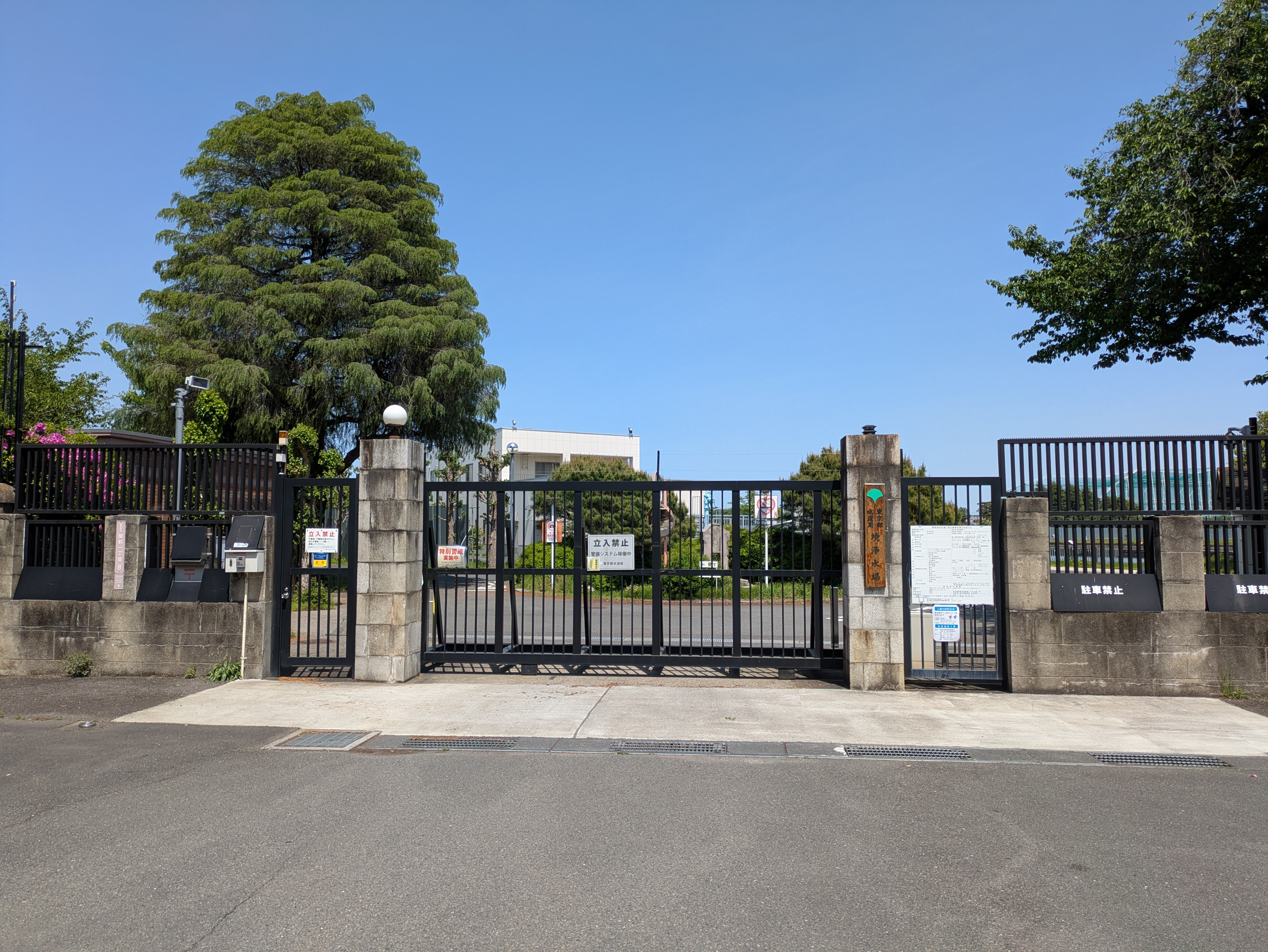
東京都水道局境浄水場

- 東京都水道局境浄水場
- 武蔵野市立第五中学校
- 武蔵野市立第五小学校
- 武蔵野市立関前南小学校
- 武蔵野大学武蔵野キャンパス
- 武蔵野関前三郵便局